# トリトンホッパー

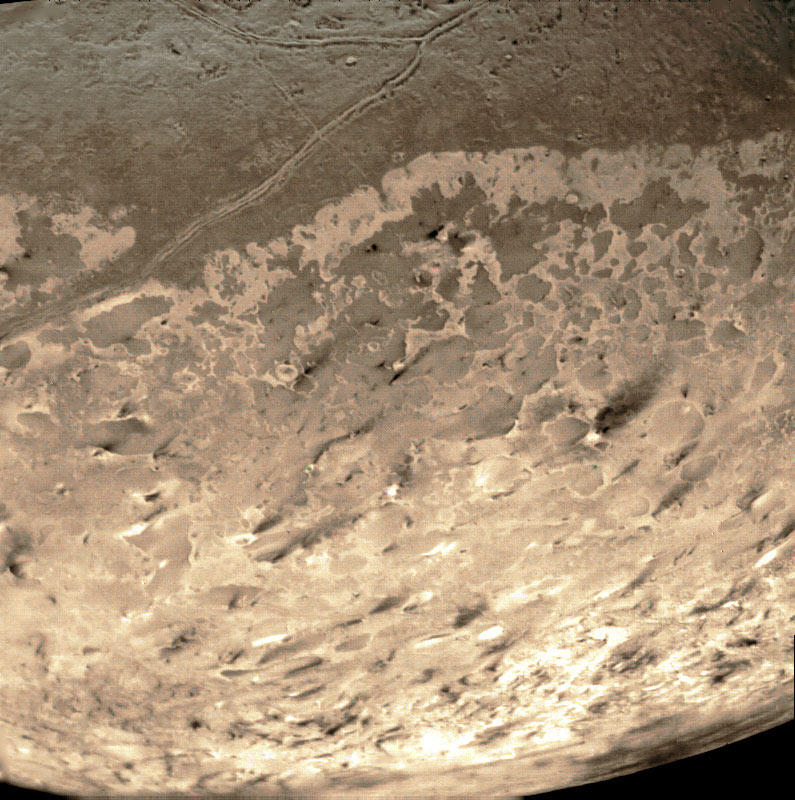
トリトンの南極地域。窒素が噴出し、そのときに堆積したものが筋のように見える。

トリトンホッパー（Triton Hopper）はNASAによるトリトンへの着陸計画である。この計画ではトリトンの表面に多く存在する固体の窒素を燃料に使用し、トリトンの探査などを行う。

## 概要
トリトンは海王星最大の衛星である。1989年、ボイジャー2号が40000 km離れた所からフライバイを行い、氷の火山などの地質学的特徴が見つかった。トリトンは地質学でいうとまだ活動的であり、クレーターも他と比べて少ない。また、トリトンの大気は地球の約7万分の1であり、非常に薄い。
トリトンホッパーの構想では放射線を用いたロケットエンジンの利用を試みている。固体窒素を集め、高圧力のもと熱することで燃料として使用する。困難とされているのは固体窒素の採掘法と燃料の加熱方法である。トリトンホッパーにロケットエンジンが使われるのは地形や重力の小ささなどに好都合だからである。他に大気の抽出等も行うことができる。
今回の探査では探査機の跳躍により移動する方法が採用されている。この方法では一回の跳躍で1 km高く跳び、5 km先に移動できる。トリトンホッパーは飛行中はトリトンの地表の撮影、地上にいる間は化学的性質の分析や地質分析等が可能である。